# The Fall of the House of Usher (Edgar Allan Poe)
The Fall of the House of Usher is een kort verhaal geschreven door de Amerikaanse auteur Edgar Allan Poe, voor het eerst uitgebracht in september 1839 in het tijdschrift Burton's Gentleman's Magazine. Het verhaal werd later herzien en opgenomen in de verzameling Tales of the Grotesque and Arabesque in 1840. 
Het verhaal volgt een naamloze verteller die door zijn vriend Roderick Usher wordt uitgenodigd om zijn afgelegen huis te bezoeken vanwege Rodericks ziekte. Bij aankomst merkt de verteller vreemde fenomenen op, zoals een scheur in het huis en de doodachtige toestand van Rodericks zus Madeline. 

## Verfilmingen
- The Fall of the House of Usher (1928) door James Sibley Watson en Melville Weber
- La Chute de la Maison Usher (1928) door Jean Epstein
- The Fall of the House of Usher (1949) door Ivan Barnett
- House of Usher (1960) door Roger Corman
- Revenge in the House of Usher (1982) door Jesús Franco
- The House of Usher (1989) door Alan Birkinshaw
- Verwijzing naar het personage "Roderick Usher" in Two Evil Eyes (1990) door Dario Argento
- The Fall of the Louse of Usher (2002) door Ken Russell
- The House of Usher (2006) door Hayley Cloake
- House of Usher (2008) door David DeCoteau
- The Fall of the House of Usher (2023, miniserie)